# مروین گیل
مروین گیل (انگلیسی: Mervyn Gill; ۱۳ آوریل ۱۹۳۱ – سپتامبر ۲۰۰۷ (۷۶ ساله)) بازیکن فوتبال اهل بریتانیا بود.
از باشگاه‌هایی که در آن بازی کرده‌است می‌توان به باشگاه فوتبال پورتسموث، باشگاه فوتبال بیدفورد، باشگاه فوتبال بث سیتی، باشگاه فوتبال ووکینگ، باشگاه فوتبال تورکی یونایتد، و باشگاه فوتبال ساوت‌همپتون اشاره کرد.